# Mullberg
Mullberg ist ein Stadtteil von Wiesmoor im Landkreis Aurich in Ostfriesland. Er wurde ab 1914 besiedelt und zählt damit zu den drei jüngsten Ortsteilen der Stadt.

## Geschichte
Ursprünglich wollten sich Siedler bereits um 1840 in dem Ort ansiedeln, der am östlichen Stadtrand der heutigen Stadt Wiesmoor liegt. Jedoch dauerte dies mehr als 70 Jahre, da zuvor der Nordgeorgsfehnkanal angelegt werden musste, damit die notwendige Entwässerung des Moorgebietes sichergestellt war.
Das ab 1914 begonnene Besiedlungsverfahren entsprach den Vorgaben der so genannten Deutschen Hochmoorkultur, d. h. auf die Entwässerung folgte der Ackerbau unter Zuhilfenahme von Kunstdünger. Angesiedelt wurden Arbeiter, die als Nebenerwerb Landwirtschaft betrieben. Bauernsiedlungen mit Höfen von 26 bis 31 Hektar Größe entstanden erst ab den 1950er-Jahren. 1951 wurde Mullberg in die neu entstandene Großgemeinde Wiesmoor eingemeindet. Zugleich kam das Gebiet vom Landkreis Wittmund zum Landkreis Aurich. Die 1927 eingerichtete Schule wurde 1997 geschlossen.

## Namensentwicklung
Der Name Mullberg leitet sich zum einen vom plattdeutschen Wort Mull für Humusboden ab, zum anderen verweist Berg auf die Sandrücken, die sich dereinst in jenem Gebiet befanden.